# Carmen (Surigao del Sur)
Carmen is een gemeente in de Filipijnse provincie Surigao del Sur op het eiland Mindanao. Bij de laatste census in 2007 had de gemeente ruim 10 duizend inwoners.

## Geografie

### Bestuurlijke indeling
Carmen is onderverdeeld in de volgende 8 barangays:
| - Antao - Cancavan - Esperanza - Gacub - Hinapuyan - Poblacion - Puyat - Sta. Cruz |

## Demografie
Carmen had bij de census van 2007 een inwoneraantal van 10.078 mensen. Dit zijn 527 mensen (5,5%) meer dan bij de vorige census van 2000. De gemiddelde jaarlijkse groei komt daarmee uit op 0,74%, hetgeen lager is dan het landelijk jaarlijks gemiddelde over deze periode (2,04%). Vergeleken met de census van 1995 is het aantal mensen met 1.830 (22,2%) toegenomen.

De bevolkingsdichtheid van Carmen was ten tijde van de laatste census, met 10.078 inwoners op 160,01 km², 51,5 mensen per km².